# Franco Poli
Franco Poli (Padova, 17 aprile 1950) è un designer italiano.

## Biografia
Nato a Padova, nel 1970 inizia gli studi alla facoltà di Architettura dell'Università Iuav di Venezia.
Dopo gli studi si dedica professionalmente al Design collaborando con diverse Aziende produttrici di arredamento e accessori per la casa.
. È del 1974 il suo primo progetto di Design, l'accendigas piezoelettrico Click.
Dal 1977 al 2009 collabora in veste di direttore artistico con la Bernini s.p.a., ed in questo periodo, nel 1986 viene chiamato da Franco Moschini di Poltrona Frau, assieme agli architetti Fabio Lenci e Giovanna Talocci, per partecipare alla creazione della divisione aeronautica di Poltrona Frau e di un sistema letto di alto contenuto tecnologico. Negli anni a seguire contribuirà alla definizione della serie Forum. Sempre nel 1986 anno apre uno studio di design a Venezia collaborando come docente universitario presso l'Università Internazionale Dell'Arte di Firenze, il Consiglio Nazionale delle Ricerche e il Politecnico di Milano, nel 1989 viene chiamato a tenere il corso di Design dell'Accademia di belle arti di Venezia, incarico ricoperto fino al 1996.
Negli anni novanta si occupa della comunità del Design italiano nella creazione di una rete nazionale di associazioni regionali raggruppate nel C.N.A.D. di Roma (che in seguito diventeranno delegazioni territoriali di A.D.I.) e una scuola Transnazionale Mediterranea a Reggio Calabria.
Dal 2007 al 2010 collabora con la Biennale d'arte di Venezia arredando gli spazi di accoglienza (Le Bombarde, il Bookshop e Caffè Italia).

## Opere e riconoscimenti

### Riconoscimenti
- 2005, Good Design Award con la poltrona OPENSIDE per Matteograssi.
- 2007, Good Design Award con la poltrona LOOM per Matteograssi.
- 2007, DesignX Product Design Award con la poltrona LOOM per Matteograssi.
- 2008, XXI Compasso d’Oro Menzione d'Onore per la seduta LOOM di Matteograssi.[6]
- 2011, Good Design Award con la seduta EXAGON per Tonon.
- 2014, Good Design Award con la maniglia Compasso H374 di Valli&Valli (gruppo Assa Abloy).[7][8]

### Selezione di collaborazioni per Product design
Negli anni collabora con Busnelli, Poltrona Frau, Giorgetti S.p.A., Matteograssi e Pizzitutti, Tonon, Montina, Morelato, Bernini S.p.A., MIDJ in Italy, Valli&Valli e Fusital (gruppo Assa Abloy) Sofia Doors, BBB Bonacina, Saporiti, Bonaldo, Bigelli Marmi, Stilnovo, Giovannetti, Bellato, I.P.E. di Zolapredosa Mandelli1953 ed altri produttori italiani.